# ویرجینیا بروس
ویرجینیا بروس (انگلیسی: Virginia Bruce؛  ‏۲۹ سپتامبر ۱۹۱۰ – ۲۴ فوریهٔ ۱۹۸۲) بازیگر و خواننده اهل ایالات متحده آمریکا بود. وی بین سال‌های ۱۹۲۹ تا ۱۹۸۱ میلادی فعالیت می‌کرد.
از فیلم‌هایی که وی در آن‌ها نقش داشته است، می‌توان به گروه موسیقی وارد می‌شود و بزن‌بکوب! اشاره نمود.